# Heràldica socialista

Països del bloc comunista.

El terme heràldica socialista es refereix a l'estil utilitzat pels països comunistes en el disseny dels seus símbols nacionals, especialment el seu escut d'armes. Tot i fer servir aquesta nomenclatura, la majoria d'aquests símbols no són tècnicament blasons en el sentit estricte, ja que els manquen elements essencials heràldics d'acord al disseny tradicional europeu. La substitució del blasó com a element central, per un camp escènic o de fons vermell, representa una innovació que trenca amb les normes heràldiques medievals, notablement aristocràtiques. Fins i tot amb el final del socialisme històric, moltes nacions de l'antiga Unió Soviètica o sota la influència de la mateixa, van dissenyar les seves armes nacionals mantenint les línies generals d'aquesta nova heràldica.

## Orígens
La Unió Soviètica, nascuda després de la revolució del 1917, necessitava d'elements tals com a escuts d'armes, banderes i segells, que fossin emprats com a símbols de l'estat i que no recordessin els antics símbols heràldics que tenien el seu origen en l'era feudal, i que s'associaven amb l'antic règim.
D'aquesta manera van generar un nou estil, basat en els ideals del comunisme: una societat pròspera a càrrec dels treballadors. Aquest estil va ser seguit per la majoria dels estats socialistes i comunistes de l'època.

## Característiques

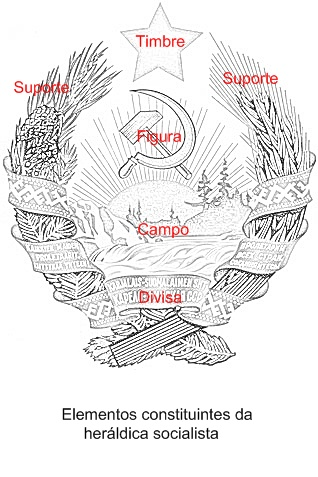
Elements propis de l'heràldica socialista.

Els elements bàsics de l'heràldica socialista són: les garlandes ovals o circulars dels productes agrícoles com a suport, l'estel vermell com a timbre, cintes vermelles entrellaçades amb les garlandes com a divises, i els paisatges naturals o industrials com a blasó. La gran majoria també representen el sol en el fons i la falç i el martell com a figures centrals del mateix. Aquests nous elements van iniciar una nova concepció de la heràldica, trencant amb la teoria tradicional que era plena d'elements medievals i burgesos, i que segons els ideals comunistes, eren antagòniques a les aspiracions del proletariat.
L'heràldica socialista en general fa ús dels següents elements tot i que no necessàriament són exclusivament símbols comunistes. Sovint són incorporats en les banderes, segells i propaganda dels moviments comunistes i socialdemòcrates. Inclou els elements heràldics:
- Eines de treball tals com a becs, aixades, falçs, i en el cas del Partit dels Treballadors de Corea, una ploma per representar a la intel·lectualitat. El símbol omnipresent de la falç i el martell també pertany a aquesta categoria.
- Sol, exemplificat en els emblemes de la Unió Soviètica, la República Socialista de Croàcia i Turkmenistan.
- Engranatges, com en els emblemes d'Angola, Laos i la República Popular de la Xina.
- Garlandes de cereals com a blat, cotó, blat de moro o altres cultius, com la vinya.
- Armes de foc, a diferència de les armes blanques de l'heràldica medieval, es troben armes modernes com el rifle AK-47 en el pavelló de Moçambic.
- Bandes de color vermell amb lletres d'or, exemplificades en els emblemes del Vietnam i Xina.
- L'estel vermell, potser el símbol socialista més comú, juntament amb la falç i el martell.
- Llibres oberts, com en els emblemes nacionals de Moçambic, Angola i Afganistan.
- Fàbriques o equip industrial, exemplificats en els emblemes de Corea del Nord, la República Socialista de Bòsnia i Hercegovina, Laos, Cambodja i Azerbaidjan
- Paisatges naturals, exemplificats en els emblemes de Macedònia del Nord, Romania i la República Socialista Soviètica de Carelia.
- Llanternes, exemplificada en l'emblema de la República Socialista Federativa de Iugoslàvia i l'Algèria socialista.
- Espasa i escut, exemplificats per l'emblema del KGB.
- El color vermell, que predomina en els camps de l'heràldica, adoptada pels moviments revolucionaris des del segle xix.

## Evolució
L'escut de la Unió Soviètica va ser el primer exemple de l'heràldica socialista. Aquest estil va ser seguit a diversos països, particularment de la Europa Oriental, Àfrica i Àsia.Cuba i Polònia són exemples d'estats comunistes que no van emprar simbologia comunista en els seus símbols nacionals. Aquests països van optar per mantenir la seva tradició heràldica amb algunes modificacions, en el cas de Polònia, l'eliminació de la corona real que es trobava sobre l'àguila carolíngia, i en el cas de Cuba, amb les seves armes plenes d'elements republicans, relacionats amb la Revolució francesa.
L'estil socialista va influir a l'hora d'elaborar els seus emblemes nacionals fins i tot en països que no es definien com a socialistes. En el cas d'Itàlia després de la proclamació de la república en el 1946, es va adoptar un emblema que incloïa una roda dentada, branques d'olivera i roure en el suport o un estel de cinc puntes. També és el cas de Djibouti després de la seva independència en 1977, on el nou emblema va incloure l'estel vermell i branques de llorer al costat d'armes tradicionals.
La República Socialista de Romania va originar una nova tradició heràldica socialista que ha estat polèmica. Es van combinar elements turístics, representacions de paratges naturals i antigues figures heràldiques amb elements moderns, com plataformes petrolíferes o els tractors.
En el 1974, Hongria va substituir els escuts de 83 ciutats per emblemes basats en la heràldica socialista. Els lleons i les àguiles tradicionals van ser reemplaçats per imatges de treballadors, famílies amb els nens i de joves agricultors orgullosos d'aconseguir el sol amb els punys. Tots aquests emblemes van ser coronats per l'estel vermell.
Amb la desaparició de la URSS i del socialisme als seus països afins, l'heràldica socialista va ser reemplaçada per antics símbols tradicionals previs al a la etapa comunista o bé emblemes completament nous.
No obstant això, l'heràldica socialista segueix sent forta en alguns països, com per exemple en la República Popular Xina, el Vietnam o en la República Popular Democràtica de Corea. Alguns emblemes nacionals mantenen elements en els seus escuts que són una reminiscència del socialisme, com és el cas de Belarús i Macedònia del Nord a Europa o d'Angola i Moçambic en el cas de l'Àfrica.
La República Sèrbia va emprar l'escut d'armes de la República Socialista de Sèrbia fins que va restaurar els símbols feudals. Diversos estats de la regió van seguir aquesta tendència.

## Emblemes

### Històrics

#### Unió Soviètica

Unió Soviètica (1923-1936)
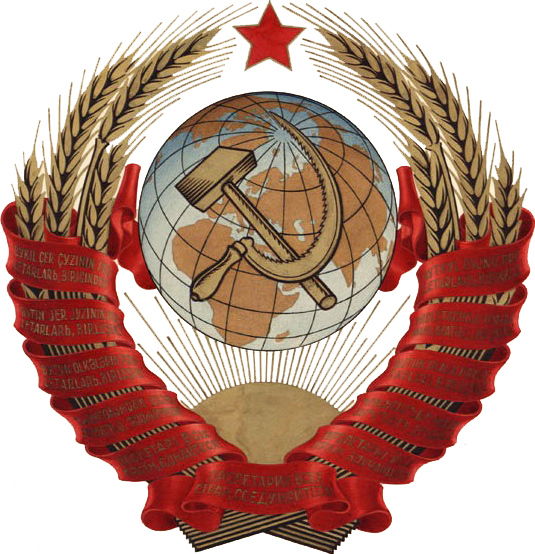
Unió Soviètica (1936-1946)
Unió Soviètica (1946-1956)
Unió Soviètica (1956-1991)

##### Repúbliques soviètiques

Azerbaidjan (1921-1927)
Azerbaidjan (1927-1931)
Azerbaidjan (1931-1937)
Azerbaidjan (1937-1991)
Belarús (1919)
Belarús (1927)
Belarús (1926-1937)
Belarús (1938-1949)
Belarús (1949-1958)
Belarús (1958-1981)
Belarús (1981-1991)
Estònia (1940-1991)
Geòrgia (1921-1937)
Geòrgia (1937-1981)
Geòrgia (1981-1991)
Kazakhstan (1939-1978)
Kazakhstan (1978-1991)
Kirguizstan (1936-1937)
Kirguizstan (1937-1991)
Letònia (1919-1920)
Letònia (1940-1991)
Lituània (1940-1991)
Moldàvia (1941-1991)
Rússia (1918-1920)
Rússia (1920-1978)
Rússia (1978-1992)
Rússia (1992-1993)
Tadjikistan (1936)
Tadjikistan (1936-1991)
Turkmenistan (1924-1937)
Turkmenistan (1937-1991)
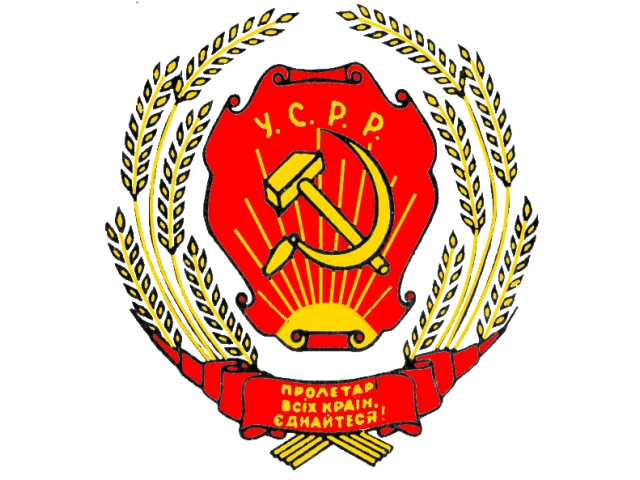
Ucraïna (1926-1937)
Ucraïna (1937-1949)
Ucraïna (1949-1991)
Uzbekistan (1929)
Uzbekistan (1929-1937)
Uzbekistan (1937)
Uzbekistan (1937-1991)

##### Repúbliques soviètiques extingides

Bukharà (1920-1925)
Rep Socialista Carelo-Finlandesa (1940-1956)
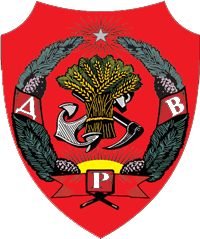
Extrem Orient (1920-1922)
Tannú Tuva (1926-1930)
Tannú Tuva (1930)
Tannú Tuva (1930-1933)
Tannú Tuva (1935-1939)
Tannú Tuva (1943-1944)
Transcaucàsia (1922-1923)
Transcaucàsia (1923-1924)
Transcaucàsia (1924-1931)
Transcaucàsia (1931-1936)

##### Repúbliques soviètiques autònomes

Baixkíria (1922-1990)
Carèlia (1923-1940, 1956-1990)
Crimea (1919-1990)
Calmúquia (1935-1990)
Marí (1936-1990)
Komi (1936-1990)

#### Iugoslàvia

Iugoslàvia (1943-1946)
Iugoslàvia (1946-1963)
Iugoslàvia (1963-1992)

##### Repúbliques iugoslaves

Bosnia i Hercegovina (1963-1992)
Croàcia (1963-1992)
Eslovènia (1963-1992)
Macedònia (1963-1992)
Montenegro (1963-1992)
Sèrbia (1963-1992)

#### Àfrica

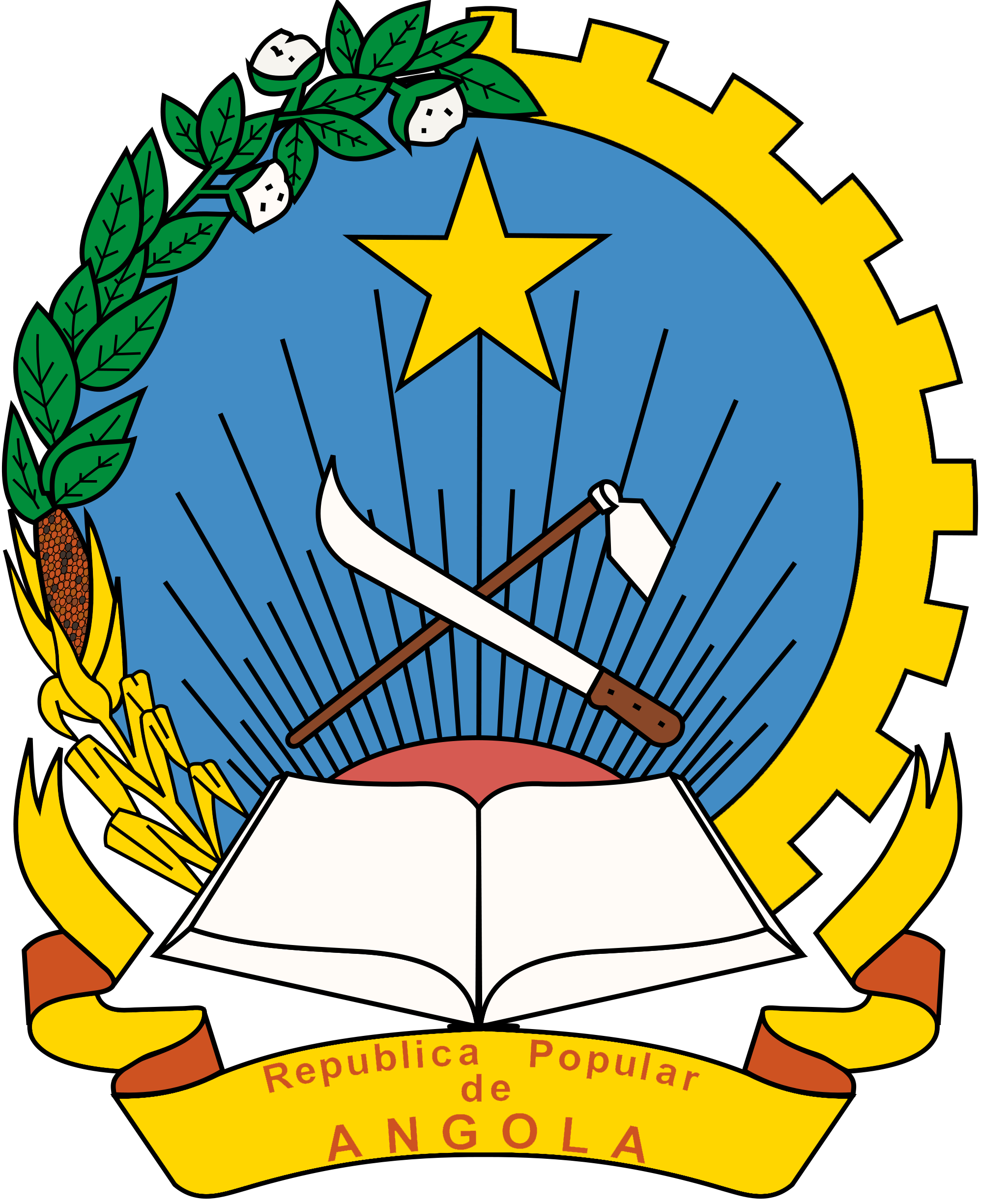
Angola (1975-1992)
Benín (1975-1990)
Burkina Faso (1984-1997)
Cap Verd (1975-1992)
Congo (1970-1991)
Etiopía (1975-1987)
Etiòpia (1987-1991)
Madagascar (1975-1992)
Moçambic (1975-1982)
Moçambic (1982-1990)

#### Àsia

Kamputxea (1975-1979)
Kamputxea (1979-1989)
Kamputxea (1989-1991)
Kurdistan iranès (1946-1947)
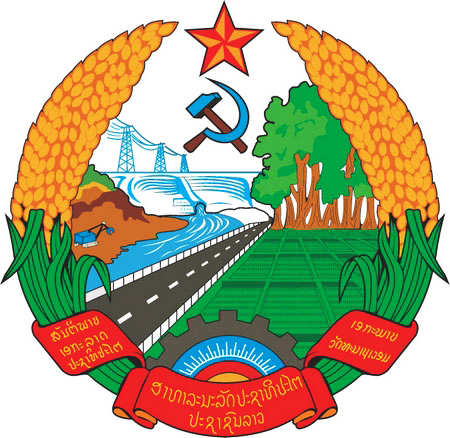
Laos (1975-1992)
Mongòlia (1960-1991)
Xina (1931-1937)

#### Europa

Albània (1946-1991)
República Democrática Alemanya (1949-1953)
República Democrática Alemanya (1953-1955)
República Democrática Alemanya (1955-1990)
Bulgària (1948-1968)
Bulgària (1968-1971)
Bulgària (1971-1990)
Txecoslovàquia (1961-1989)
Hongria (1949-1956)
Hongria (1957-1989)
Romania (1948)
Romania (1948-1952)
Romania (1952-1965)
Romania (1965-1989)

### Actuals

Altai (Rússia)
Angola
Baixkíria (Rússia)
Briansk (Rússia)
Belarús
Corea del Nord
Djibouti
Gagaúsia (Moldàvia)
Guinea-Bissau
Itàlia
Khanti-Mansi (Rússia)
Macedònia del Nord
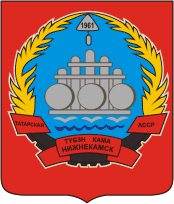
Nijnekamsk (Rússia)
Laos
Luhansk
Moçambic
Mordòvia (Rússia)
Volgograd (Rússia)
Sàhara Occidental
Tadjikistan
Transnístria
Uzbekistan
Vietnam
Xina